# Agata Wróbel
Agata Wróbel (n. 28 august 1981, Żywiec, Voievodatul Silezia, Polonia) este o sportivă ce a reprezentat Polonia, medaliată olimpică. A participat la 2 ediții ale Jocurilor Olimpice (2000, 2004) în care a câștigat o medalie de argint și o medalie de bronz.